# Sulęcin Szlachecki (gromada)
Sulęcin Szlachecki – dawna gromada, czyli najmniejsza jednostka podziału terytorialnego Polskiej Rzeczypospolitej Ludowej w latach 1954–1972.
Gromady, z gromadzkimi radami narodowymi (GRN) jako organami władzy najniższego stopnia na wsi, funkcjonowały od reformy reorganizującej administrację wiejską przeprowadzonej jesienią 1954 do momentu ich zniesienia z dniem 1 stycznia 1973, tym samym wypierając organizację gminną w latach 1954–1972.
Gromadę Sulęcin Szlachecki z siedzibą GRN w Sulęcinie Szlacheckim utworzono – jako jedną z 8759 gromad na obszarze Polski – w powiecie ostrowskim w woj. warszawskim, na mocy uchwały nr VI/10/11/54 WRN w Warszawie z dnia 5 października 1954. W skład jednostki weszły obszary dotychczasowych gromad Grądziki, Pałapus Szlachecki, Pałapus Włościański, Sulęcin kolonia, Sulęcin Szlachecki, Sulęcin Szlachecki Włościański i Zakrzewek ze zniesionej gminy Komorowo w tymże powiecie. Dla gromady ustalono 15 członków gromadzkiej rady narodowej.
31 grudnia 1961 gromadę zniesiono, włączając jej obszar do gromad: Jelonki (wsie Grądziki, Sulęcin Szlachecki i Sulęcin Włościański) i Komorowo (wsie Pałapus Szlachecki, Pałapus Włościański, Sulęcin-Kolonia i Zakrzewek) w tymże powiecie.